# رهاب البشر
رهاب البشر أو رهاب الناس (بالإنجليزية: Anthropophobia)‏ ويسمي أيضا الخوف من العلاقات التفاعلية أو الرهاب الاجتماعي، وهو خوف مرضي من الناس بصورة عامة أو من الوجود بصحبة أحد بشكل خاص.
يُعد رهاب البشر صورة مفرطة من الخجل والجبن المرضي، ويمكن أن تتمثل أعراض رهاب البشر في صورة رهاب من احمرار الوجه والارتباك والخوف من الظهور في صورة شخص أحمق، وهناك صورة من هذا الرهاب مرتبطة بالثقافة اليابانية تعرف باسم تاي جين كيوفوشو (بالإنجليزية: Taijin kyofusho)‏.
يُعتبر أفضل تعريف لرهاب البشر هو الخوف من الناس في الأماكن المزدحمة، إلا أنه يمكن أن يتجاوز هذا الحد، حيث قد يشعر المريض بعدم الراحة حتى في وجود مجرد شخص واحد حوله. تختلف شدة الحالة بحسب الأشخاص، فتتراوح من الرهاب المتوسط إلى الرهاب المفرط، الذي قد ينتج عنه انسحاب كامل من المواقف والتفاعلات الاجتماعية والاكتفاء بالخطبات ووسائل الاتصالات الرقمية.
كغيره من أنواع الرهابات المختلفة يُعزى رهاب البشر إلى الخبرات المؤلمة، غير أن رهاب البشر أكثر تعقديا من رهاب العناكب أو غيرها من الحشرات، حيث يُعتقد أن هذا النوع من الرهاب قد يكون نتيجة جينات وراثية.

## دراسات حول الحالة
في عام 2009 اختبرت إحدي الدراسات تأثير رهاب البشر في ثقافات معينة، وشملت الدراسة 50 مريضا تم تشخيصهم برهاب البشر و50 اخرين تم تشخيصهم بالانهاك العصبي و50 آخرين خرجوا من إحدى المستشفيات ببكين (الصين) بعد أن تم شفائهم، وقد تم إخضاع جميع المتطوعين لمقاييس محددة لمعرفة درجة الرهاب.
وجدت هذه الدراسة أن المصابين برهاب البشر لم يتواصلوا مع غيرهم حتى بمجرد النظر بالعين، وكانوا خائفين من إحساسهم أنهم موجودون ومُراقَبون من الآخرين، وكانت النتيجة النهائية أن المصابين برهاب البشر يعانون من التوتر والاكتئاب بصورة كبيرة على المستوي الإدراكي.

## التشخيص
قد يشخص بالتايجين كيوفُشو من يشعر بأن سلوكاته، تصرفاته أو هيئته الجسدية غير متوافقة وملائمة في المواقف الإجتماعية. ونتيجة لتلك المشاعر، يشهدون أيضًا معاناة مستمرة تكون على شكل ضيقة عاطفية بسبب العار، الإحراج، القلق، الخوف، وعواطف أخرى قوية تعصف بهم عندما يواجههم ظرف إجتماعي. وبالإضافة، يشعر الآخرين بالقلق من عدم القدرة على الإبقاء واقامة علاقات سليمة صحية مع الآخرين. وعندما يتعلق الأمر بالإختلاط الإجتماعي، يتجنب من يعاني من التايجين كيوفُشو المواقف الإجتماعية والبين شخصية المؤلمة، مع نفورهم، في نفس الوقت، من القيام بما سبق. والذين يحتمل ظهور أعراض المتلازمة عليهم يمتلكون مُراقيّة (وسواس قهري) توصَف بالحادة. يميل التوازن بين الإنطواء والإنفتاح في المراقية المزاجية/الحادة إلى الإنطواء أكثر. يجعل الإنطواء من يعاني من هذا المرض يصبون كل تركيزهم على أنفسهم وعلى مشاكل يعانون منها، وبتركيزهم على نقاط ضعفهم يصبحون قلقين مبتئسين أكثر فأكثر.

## العلاج
إحدى مشاكل المتلازمات المرتبطة بثقافة ما أن لها مناعة ضد العقاقير. العلاج الرئيسي في اليابان للتايجين هو طريقة موريتا العلاجية، وقد طورها شوما موريتا (انظر Shoma Morita)في العقد الثاني من القرن العشرين (1910) كعلاج للإضطرابات الذهنية اليابانية كالتايجين كيوفُشو والشينكيه شيتسو (القلق). الحمية العلاجية الخاصة المتعلقة بهذه لمتلازمات هو عزل المريض، والاستراحة المجبَرة في السرير، كتابة المذكرات، الجهد اليدوي، ومحاضرات عن أهمية تقبل الذات والعمل الإيجابي. وقد تم التعديل على هذه الطريقة منذ الثلاثينيات، تضمنت إحدى الإضافات العلاج السريري (في عيادات المشفى) واتباع العلاج الجماعي. يطلق على هذه الطريقة المعدلة طريقة نيو-موريتا العلاجية. وقد لاقت العقاقير قبولًا كطريقة لعلاج التايجين كيوفُشو. وتشمل طرق العلاج الأخرى ازالة الحساسية المنظمة أو systemic desensitization، والتي تتضمن التعريض المتدرج للشخص المريض لمخاوفه، وتعلم مهارات الإسترخاء، لإطفاء القلق والخوف.
وموانع إعادة امتصاص السيروتونين-النيوروبينيفرين، أو الـ SNRI (وهي من انوع مضادات الإكتئاب) هي علاج يستخدم في الوقت الحالي لحالات التايجين كيوفُشو وأثبت فعاليته لإضطراب القلق الإجتماعي المرتبط به. إن الجانب الأساسي في العلاج من هذه المتلازمة هو جعل المرضى يصبون اهتمامهم على جسدهم وأعضاء منه، وعلى حواسهم.

## التفشي
نمطيًا، يكون ماضي المريض من الكبت الإجتماعي والخجل في الطفولة منذرًا بهذا المرض. ومن الممكن أن ينتج من تجربة سابقة صادمة مذِلّة، وقد يتطور من مرض منذ بداية حياته فلا يظهر أمام الأعين إلا مع الزمن.
تظهر بيانات سريرية أن الذكور يصابون بهذه المتلازمة أكثر من الإناث، مع العلم أن الإناث يسجلون مقاييس أعلى في مقياس الرهاب الإجتماعي من الذكور، ويسجلون أرقامًا أعلى للميل إلى الشعور بالاحراج. وهذا يختلف عن المجتمعات الغربية، حين تواجد الإناث اللاتي يعانين من الرهاب الإجتماعي لدرجة معينة أكثر من الذكور الذين يعانون من ذلك. تقع نسبة انتشار هذا المرض لفترات طويلة من حياة الفرد بين 3-13% مع تباين في الحدة خلال حياة الشخص. يقدَّر أن 17% من الأشخاص الذين يعانون من التايجين كيوفُشو لديهم مخاوف من صدور رائحة جسد كريهة منهم.